# Bathybelidae
Bathybelidae is een familie in de taxonomische indeling van de pijlwormen. De familie werd in 1989 beschreven door Bieri en bevat slechts 1 geslacht: Bathybelos.